# Tomesode

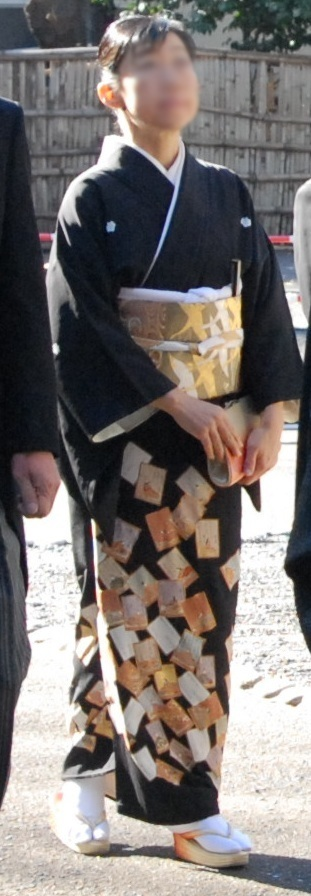
Kurotomesode (czarne tomesode) noszone podczas ceremonii ślubnej.

Tomesode (jap. 留袖) – to rodzaj kimona z krótkimi rękawami. Czarne tomesode, znane jako Kurotomesode (jap. 黒留袖) jest najbardziej formalnym strojem noszonym przez zamężne kobiety, podczas gdy kolorowe tomesode, znane jako Irotomesode (jap. 色留袖), jest półformalnym strojem, który może być noszony jako pierwszy strój formalny zarówno przez zamężne, jak i niezamężne kobiety.

## Charakterystyka
Długość rękawa tomesode waha się od 49 cm do 62,5 cm.
Prototypem współczesnego tomesode jest „Edo zuma” (spódnica Edo) ze wzorem (obszyciem) tylko na dolnej połowie ciała, która była popularna wśród gejsz w Edo w okresie rozkwitu kultury Kasei. Wzór obszycia znajduje się w górnej części klina, który jest obniżony od przodu do tyłu w stosunku 7:5:3, wraz z upływem wieku kobiety noszącej tomesode. W przeszłości wzór obszycia był ułożony w ten sam sposób po obu stronach, ale w okresie Shōwa (1926-1989), wzór obszycia stał się powszechny w ukośnym ułożeniu od górnego przedniego klina do obszycia w dolnym przednim klinie.
Tomesode wywodzi się ze skracania rękawów ślubnego furisode. W kulturze mieszczan późnego okresu Edo pojawił się trend, w którym furisode z krepy z pięcioma herbami na czarnym tle było używane jako strój ślubny. Jednakże, ponieważ tomesode było pierwotnie przetworzoną wersją furisode, kolor materiału był inny, ale koncepcja czarnego stroju formalnego w stylu zachodnim została wprowadzona w okresie Meiji (1868-1912), a czerń stała się oficjalnym kolorem. Co więcej, efektowne suknie ślubne, znane jako (三襲), zniknęły w okresie Shōwa, a czarne furisode, które można przekształcić w tomesode, stało się normą.

## Galeria

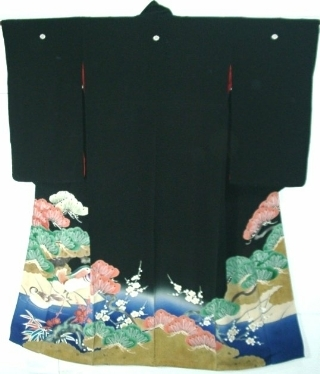
Kurotomesode
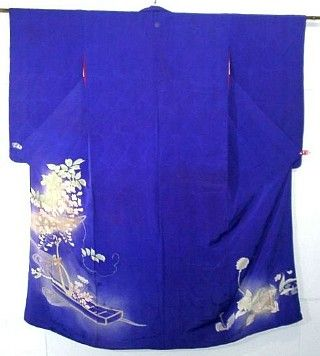
Irotomesode